# 曹清 (1952年)
曹清（1952年12月9日—），男，河北平山人，中国人民解放军中将。原中央警卫局局长，曾任北京军区副司令员。中国共产党第十七、十八届中央委员会候补委员。

## 生平
中南海业余大学毕业，大学学历。曹清原为叶剑英卫士，后进入中央警卫局，曾经参与怀仁堂事变。2006年5月任中央警卫局常务副局长，2007年9月任中央警卫局局长，2011年7月晋升中将军衔。2015年3月，转任北京军区副司令员。